# Ottenbach (Germania)
Ottenbach è un comune tedesco di 2 474 abitanti, situato nel land del Baden-Württemberg.